# Ворожищев, Александр Васильевич
Александр Васильевич Ворожищев (15 ноября 1902 года, село Нововасильевка, ныне Благодарненский район, Ставропольский край — 25 августа 1955 года, Челябинск) — советский военный деятель, Генерал-лейтенант (1949 год).

## Начальная биография
Александр Васильевич Ворожищев родился 15 ноября 1902 года в селе Нововасильевка ныне Благодарненского района Ставропольского края.

## Военная служба

### Гражданская война
В ноябре 1919 года вступил в ряды РККА, после чего служил красноармейцем и секретарём комиссара эскадрона при Актюбинской ЧК. В апреле 1920 года был направлен на учёбу на одномесячные военно-политические курсы Актюбинского укреплённого района (Северокавказский военный округ), после окончания которых в мае того же года был назначен на должность политрука роты 14-го отдельного батальона 10-го стрелкового полка этого же укреплённого района, в составе которого принимал участие в боевых действиях на Южном фронте.

### Межвоенное время
В сентябре 1921 года был направлен на учёбу на военно-политические курсы СКВО, после окончания которых с сентября 1922 года исполнял должность военкома эскадрона 36-го Новоград-Волынского кавалерийского полка дислоцированного в Армавире, а затем в Жлобине. В декабре 1924 года был назначен на должность политрука эскадрона 35-го Егорлыкского кавалерийского полка (Западный военный округ).
В сентябре 1925 года Ворожищев был направлен на учёбу в Ленинградскую кавалерийскую школу, после окончания которой в сентябре 1927 года был назначен на должность командира взвода 69-го кавалерийского полка, в мае 1929 года — на должность командира эскадрона 80-го кавалерийского полка, а в апреле 1931 года — на должность командира эскадрона и помощника начальника штаба 79-го кавалерийского полка (7-я отдельная кавалерийская бригада). В 1931 году принимал участие в подавлении басмачества в Таджикистане.
В 1933 году был направлен на кавалерийские курсы усовершенствования командного состава, после окончания которых в июне того же года был назначен на должность начальника 2-й части штаба 4-й Туркестанской кавалерийской дивизии (Среднеазиатский военный округ), в марте 1936 года — на должность начальника штаба 83-го Туркменского кавалерийского полка, в ноябре 1937 года — на должность начальника 1-й части штаба 19-й горнокавалерийской дивизии, а в сентябре 1938 года — на должность помощника начальника штаба 12-й Кубанской кавалерийской дивизии (Северокавказский военный округ).
В 1937 году вступил в ряды ВКП(б).
В июле 1939 года был направлен на учёбу в Военную академию имени М. В. Фрунзе.

### Великая Отечественная война
10 июля 1941 года Ворожищев был назначен на должность начальника штаба 30-й отдельной кавалерийской дивизии в составе Южного фронта, в июне 1942 года — на должность начальника штаба 5-го кавалерийского корпуса, в августе — на должность командира 34-й отдельной стрелковой бригады (Закавказский фронт), а в марте 1943 года — на должность командира 351-й стрелковой дивизии (58-я армия, Северо-Кавказский фронт), которая после наступательных боевых действий с апреля обороняла побережье Азовского моря на рубеже Ачуев-Коса — Вербяная. В сентябре 1943 года дивизия в составе 9-й армии приняла участие в ходе Новороссийско-Таманской наступательной операции, а также в освобождении Таманского полуострова.
В декабре 1943 года полковник Ворожищев был назначен на должность командира 395-й стрелковой дивизии, которая принимала участие в ходе Житомирско-Бердичевской и Проскуровско-Черновицкой наступательных операций. За образцовое выполнение заданий командования и проявленные доблесть и мужество в боях за город Житомир дивизия награждена орденом Красного Знамени, а за освобождение города Бердичев — орденом Суворова 2 степени, а командир дивизии Александр Васильевич Ворожищев — орденом Красного Знамени. Во время Львовско-Сандомирской наступательной операции дивизия принимала участие в ходе освобождения городов Станислав и Калуш.
В сентябре 1944 года был назначен на должность командира 74-го стрелкового корпуса, который принимал участие в ходе Висло-Одерской, Сандомирско-Силезской и Нижнесилезской наступательных операций, а также в освобождении городов Ноймаркт и Бреслау. За умелое руководство частями корпуса Александр Васильевич Ворожищев был награждён орденами Суворова 2 степени и Кутузова 2 степени.

### Послевоенная карьера
В июне 1945 года Ворожищев был назначен на должность командира 5-го стрелкового корпуса, а в сентябре — на должность командира 49-го стрелкового корпуса.
В марте 1946 года был направлен на учёбу в Высшую военную академию имени К. Е. Ворошилова, после окончания которой в июне 1948 года был назначен на должность командира 63-го стрелкового корпуса, а в июне 1954 года — на должность военного советника командующего армией Болгарской народной армии.

## Награды
- Орден Ленина;
- Четыре ордена Красного Знамени;
- Орден Суворова 2 степени;
- Орден Кутузова 2 степени;
- Орден Красной Звезды;
- Медали.